# Toxorhina (Ceratocheilus) phaeoneura
Toxorhina (Ceratocheilus) phaeoneura is een tweevleugelige uit de familie steltmuggen (Limoniidae). De soort komt voor in het Afrotropisch gebied.